# Los Angeles Philharmonic
Los Angeles Philharmonic je americký orchestr, sídlící v Los Angeles v Kalifornii. 

## Historie
Založil jej v roce 1919 filantrop William Andrews Clark Jr., který požádal ruského klavíristu Sergeje Rachmaninova, aby orchestr vedl. K tomu však nedošlo a Clark na post prvního dirigenta nakonec vybral Angličana Waltera Henryho Rothwella. Po jeho smrti funkci převzal Georg Schnéevoigt a v následujících letech orchestr vedli Artur Rodziński (1929–1933), Otto Klemperer (1933–1939), Alfred Wallenstein (1943–1956) a Eduard van Beinum (1956–1959). 
Nová éra nastala s příchodem tehdy ještě mladého indického dirigenta Zubina Mehty, který byl šéfdirigentem v Los Angeles 16 let (1962–1978). Po něm přišli Carlo Maria Giulini (1978–1984) a André Previn (1985–1989). Nové impulsy dali orchestru Fin Esa-Pekka Salonen (1992–2009) a Venezuelec Gustavo Dudamel, jehož první smlouva z roku 2009 byla po pěti letech prodloužena do roku 2021. 
V roce 1960 byl coby náhradník van Beinuma vybrán Georg Solti, avšak brzy poté rezignoval, a to ještě předtím, než stihl s orchestrem vystoupit. 
Hlavním sídlem orchestru je moderní Walt Disney Concert Hall, přičemž v letním období vystupuje v Hollywood Bowl. 
V roce 2019 oslavil orchestr Los Angeles Philharmonic 100 let svého trvání. Při slavnostním koncertu u této příležitosti se u dirigentského pultu vystřídali Zubin Mehta (skladby Richarda Wagnera a Maurice Ravela), Esa-Pekka Salonen (Witold Lutoslawski) a Gustavo Dudamel (Stravinského Pták ohnivák).

## Dirigenti orchestru
- Walter Henry Rothwell (1919–1927)
- Georg Schnéevoigt (1927–1929)
- Artur Rodziński (1929–1933)
- Otto Klemperer (1933–1939)
- Alfred Wallenstein (1943–1956)
- Eduard van Beinum (1956–1959)
- Georg Solti (1960-1961 - rezignoval před oficiálním jmenováním)
- Zubin Mehta (1962–1978)
- Carlo Maria Giulini (1978–1984)
- André Previn (1985–1989)
- Esa-Pekka Salonen (1992–2009)
- Gustavo Dudamel (od roku 2009 dosud)